# Main One
Main One est un câble sous-marin de 14000 km de long qui relie le Portugal à l’Afrique du Sud ainsi que plusieurs pays d'Afrique de l'Ouest sur son chemin. Les fibres optiques de Main One permettent un débit de 1,92 Tbit/s.
La première phase relie le Portugal au Nigeria et au Ghana sur 6 900 kilomètres. La deuxième phase du projet relie l'Angola et l'Afrique du Sud.
Main One propose une hausse importante du débit à une région qui a connu une forte croissance de l'accès à Internet, mais reste limitée dans sa connectivité mondiale.
Main One est contrôlé par Main Street Technologies, dont le siège est à Lagos, la gestion et l'ingénierie ont été confiées à une société de conseil spécialisée, Pioneer Consulting.
Les travaux ont été achevés le 10 octobre 2008, l'exploitation commerciale débute le  Le 22 juillet 2010.

## Points d'atterrissement

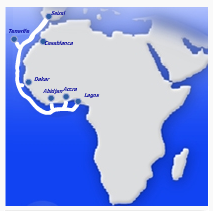
Main One - phase 1

En janvier 2010, Main One dispose des points d'atterrissement suivants : 
- Seixal, Portugal
- Accra, Ghana
- Lagos, Etat de Lagos, Nigéria

Dans une deuxième phase, les points d'atterrissement suivants doivent être raccordés : 
- Casablanca, Maroc
- Tenerife, îles Canaries, Espagne
- Dakar, Sénégal
- Abidjan, Côte d'Ivoire
- Bonny, Nigéria
- Libreville, Gabon
- Boma, République démocratique du Congo
- Luanda, Angola
- Le Cap, Afrique du Sud
- Swakopmund, Namibie

## Propriété
Le câble appartient à Main Street Technologies, à des investisseurs internationaux tels que la Société africaine de financement, le Fonds panafricain de développement des infrastructures (PAIDF) et à deux banques nigérianes.

## Histoire
Le 28 avril 2008, il a été annoncé que Main Street Technologies avait attribué le contrat de fourniture à Tyco Telecommunications. Un communiqué de presse du 10 octobre 2008 indique que les études théoriques et techniques sont terminées. Un communiqué de presse du 1er juillet 2010 indique que Main One a été terminé Le câble a été mis en service le 22 juillet 2010. Son arrivée permet une hausse importante des débits, le seul câble sous-marin reliant le Nigeria étant jusque là SAT-3.
En janvier 2016 est annoncée la réalisation d'un point d'atterrissement du câble à Kribi, au Cameroun, pour un montant de 14 milliards de francs CFA. Les travaux, réalisés en partenariat avec Huawei Marine Networks, ont duré six mois. Cela devrait permettre une forte augmentation du débit géré par Camtel.
En septembre 2018, Orange et Main One annoncent un accord permettant au premier de co-investir dans deux points d'atterrissement, à Dakar au Sénégal et Abidjan en Côte d'Ivoire.
En avril 2019, Main One annonce la réalisation d'un point d'atterrissement en Côte d'Ivoire pour le mois d'octobre, accompagné de la construction d'un centre de données.
Equinix annonce l'acquisition de Main One pour un montant de 320m$, cette acquisition est finalisée au premier trimestre 2022.